# I-Empire
I-Empire ist das zweite Musikalbum der US-amerikanischen Alternative-Rock-Band Angels & Airwaves. Es erschien am 2. November 2007, ungefähr anderthalb Jahre nach ihrem Debütalbum We Don’t Need to Whisper. I-Empire ist ein Konzeptalbum und führt die Story des ersten Albums fort.

## Produktion
Kurz nach einer Tour April 2007 begann die Band mit den Studioaufnahmen für I-Empire. Der Bassist Ryan Sinn verließ bereits vor der Tour die Band aufgrund gewisser Unstimmigkeiten und wurde daraufhin von Matthew Wachter, dem ehemaligen Bassisten von 30 Seconds to Mars vertreten. Nach der Tour wurde Wachter Mitglied der Band und mit ihm begannen die Aufnahmen.

## Verkauf
Das Album wurde in der ersten Woche der Veröffentlichung 66.000 und in der zweiten Woche nach der Veröffentlichung 20.000 Mal in den USA und Kanada verkauft. Einem Beitrag von Billboard vom 25. Januar 2010 zufolge wurde das Album in den USA 268.000 Mal verkauft, weltweit mit hoher Wahrscheinlichkeit mehr als 500.000 Mal. Damit erreichte I-Empire nicht die Verkaufszahlen des vorangegangenen Albums.

## Intentionen
In der Biografie der Band Start the Machine hat Tom DeLonge gesagt: „Das Empire, auf welches der Albumtitel hinweist, ist das „innere“ Empire. Es ist eine Art, die Welt zu betrachten, als sei sie deine.“
Weiterhin brachte er in einem MTV-Interview folgendes zum Ausdruck: „Im ersten Album ging es um die Idee, dass - wenn man sich selbst anders in der Welt betrachtet - man tatsächlich die Welt um sich herum ändern könnte, wenn auch nicht die Welt selbst. Das neue Album handelt davon, dass die Idee sich verwirklicht und diese philosophische These Gestalt annimmt, dass Du also tatsächlich die Welt ändern kannst, indem Du sie anders betrachtest“.

## Titelliste
| Titel              | Dauer |
| ------------------ | ----- |
| Call to Arms       | 5:05  |
| Everything’s Magic | 3:51  |
| Breathe            | 5:34  |
| Love Like Rockets  | 4:50  |
| Sirens             | 4:19  |
| Secret Crowds      | 5:03  |
| Star of Bethlehem  | 2:08  |
| True Love          | 6:08  |
| Lifeline           | 4:16  |
| Jumping Rooftops   | 0:45  |
| Rite of Spring     | 4:22  |
| Heaven             | 6:39  |

Gesamtdauer 53:00

## Trivia
Im Intro des letzten Songs Heaven sind nacheinander sehr kurze Ausschnitte der Songs Valkyrie Missile, The Adventure, Start the Machine und im Outro noch einmal Valkyrie Missile zu hören. Dies sind Lieder des ersten, vorausgegangenen Albums von Angels & Airwaves. Damit wird die thematische Verbundenheit der Alben zum Ausdruck gebracht.